# Guy Fréquelin
Guy Fréquelin (Langres, 2 april 1945) is een Frans voormalig rallyrijder. In het Wereldkampioenschap rally werd hij in het seizoen 1981 vice-wereldkampioen. Na zijn actieve jaren achter het stuur was hij tussen 1989 en 2007 directeur van de sportieve afdeling van Citroën. Met hen won hij drie keer de titel bij de constructeurs in het WK rally.

## Carrière
Guy Fréquelin debuteerde in 1966 als navigator in de rallysport, maar kroop niet lang daarna zelf achter het stuur. Lange tijd reed hij met verschillend materiaal rond, voordat hij eind jaren zeventig zijn doorbraak meemaakte als fabrieksrijder bij Renault. In 1977 werd hij voor het eerst Frans rallykampioen met een Alpine-Renault A310, en met de Renault 5 Alpine behaalde hij in het Wereldkampioenschap rally in 1978 een derde plaats in Monte Carlo. Vanaf het seizoen 1980 maakte hij de overstap naar het Brits-Franse team van Talbot, actief met de Groep 2 Talbot Sunbeam Lotus. Bemoedigende resultaten in 1980 leidde tot een groter WK-programma in het seizoen 1981, en daarmee deed zich de kans voor om een titel binnen te halen. Fréquelin bleek een zeer constante factor in het behalen van kampioenschapspunten en greep dat seizoen uiteindelijk naar zijn eerste en enige WK-rally overwinning, in Argentinië. Lange tijd lag hij ook op koers om de titel bij de rijders in te lijven, maar een kostbare fout in de vorm van een ongeluk tijdens de slotronde in Groot-Brittannië zorgde ervoor dat Ari Vatanen hem uiteindelijk aftroef in deze strijd. Samen met zijn jonge teamgenoot Henri Toivonen was een verrassende constructeurstitel voor Talbot dat jaar wel een feit.

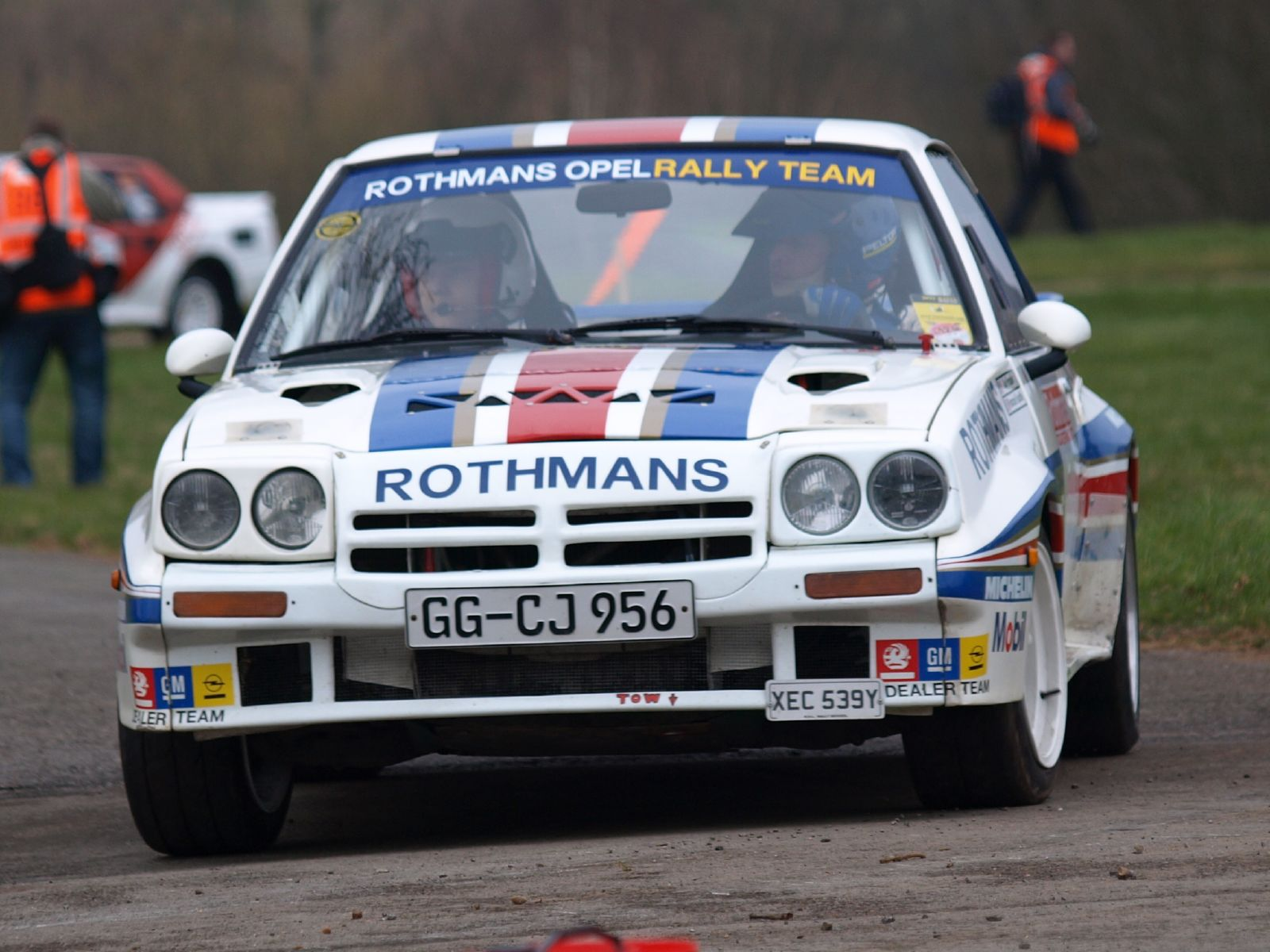
Een ex-Fréquelin Opel Manta 400

Talbot werd vervolgens volledig overgenomen door Peugeot, die het project in het WK grotendeels beëindigden om te beginnen aan de ontwikkeling van de Groep B Peugeot 205 Turbo 16. Fréquelin koos niet lang daarna voor een overstap naar Opel. Daarmee was hij voornamelijk op nationaal niveau nog succesvol, want hij schreef in 1983 en 1985 met een Opel Manta 400 wederom de Franse rallytitel op zijn naam. Tot aan 1987 was hij actief als rallyrijder, voordat hij het jaar erop nog een succesvolle overstap maakte naar de rallycross. Met een Peugeot 205 T16 versloeg hij dat jaar collega-rijder Bruno Saby in het Frans kampioenschap. Na afloop van het seizoen hing hij zijn helm definitief aan de wilgen.
Op het circuit nam Frequelin ook twee keer deel aan de 24 uur van Le Mans, in 1977 en 1981, in beide gevallen eindigend met een nul-resultaat.
In 1989 werd Fréquelin onderdeel van de sportieve afdeling binnen Citroën, die op dat moment aan het reorganiseren waren. In zijn rol als directeur en teambaas, wist hij in de jaren negentig met Citroën successen te boeken in langeafstandswedstrijden, met als voornaamste het vier keer winnen van de Dakar-rally. Een terugkeer in het Wereldkampioenschap rally kwam eind jaren negentig. Onder leiding van Fréquelin bouwde Citroën hierin stapsgewijs een succesvolle operatie op. Met de Citroën Xsara WRC werd het merk tussen 2003 en 2005 drie keer opeenvolgend wereldkampioen bij de constructeurs, en Sébastien Loeb, die ontdekt werd door Fréquelin, schreef onder zijn beleid ook vier keer de rijderstitel op zijn naam. Fréquelin behield deze positie tot aan het seizoen 2007, waarna hij met pensioen ging. Hij werd opgevolgd door Olivier Quesnel.

## Complete resultaten in het Wereldkampioenschap rally

### Overwinningen
| Nr. | Seizoen | Rally            | Navigator | Auto                 |
| --- | ------- | ---------------- | --------- | -------------------- |
| 1   | 1981    | 3º Rally Codasur | Jean Todt | Talbot Sunbeam Lotus |

### Overzicht van deelnames
| Seizoen | Inschrijving               | Auto                   | 1      | 2   | 3     | 4      | 5      | 6     | 7     | 8      | 9      | 10     | 11    | 12     | 13     | Pos. | Punten |
| ------- | -------------------------- | ---------------------- | ------ | --- | ----- | ------ | ------ | ----- | ----- | ------ | ------ | ------ | ----- | ------ | ------ | ---- | ------ |
| 1973    | Guy Fréquelin              | Audi 80                | MON    | ZWE | POR   | KEN    | MAR    | GRI   | POL   | FIN    | OOS    | ITA    | VST   | GBR    | FRA NF | -    | -      |
| 1974    | Guy Fréquelin              | Alfa Romeo Alfetta     | POR    | KEN | FIN   | ITA    | CAN    | VST   | GBR   | FRA 10 |        |        |       |        |        | -    | -      |
| 1975    | Guy Fréquelin              | Alfa Romeo 2000GTV     | MON 8  | ZWE | KEN   | GRI    | MAR    | POR   | FIN   | ITA    | FRA    | GBR    |       |        |        | -    | -      |
| 1976    | Guy Fréquelin              | Porsche 911            | MON 7  | ZWE | POR   | KEN    | GRI    | MAR   | FIN   | ITA    |        |        |       |        |        | -    | -      |
| 1976    | Guy Fréquelin              | Opel Kadett GT/E       |        |     |       |        |        |       |       |        | FRA NF | GBR    |       |        |        | -    | -      |
| 1977    | Guy Fréquelin              | Alpine-Renault A310 V6 | MON NF | ZWE | POR   | KEN    | NZL    | GRI   | FIN   | CAN    |        |        |       |        |        | -    | -      |
| 1977    | Renault Elf Calberson      | Renault 5 Alpine       |        |     |       |        |        |       |       |        | ITA NF | FRA    | GBR   |        |        | -    | -      |
| 1978    | Renault Elf Calberson      | Renault 5 Alpine       | MON 3  | ZWE | KEN   | POR    | GRI    | FIN   | CAN   | ITA    | IVK 5  | FRA    | GBR   |        |        | -    | -      |
| 1979    | Renault Elf Calberson      | Renault 5 Alpine       | MON 8  | ZWE | POR   | KEN    | GRI    | NZL   | FIN   | ITA    | CAN    | FRA    | GBR   | IVK    |        | 54   | 3      |
| 1980    | Talbot Sport               | Talbot Sunbeam Lotus   | MON NF | ZWE |       |        |        |       |       |        |        |        |       |        |        | 8    | 34     |
| 1980    | Talbot Cars GB             | Talbot Sunbeam Lotus   |        |     | POR 3 | KEN    | GRI    | ARG   | FIN   | NZL    | ITA 4  |        | GBR 3 | IVK    |        | 8    | 34     |
| 1980    | Talbot France              | Talbot Sunbeam Lotus   |        |     |       |        |        |       |       |        |        | FRA NF |       |        |        | 8    | 34     |
| 1981    | Talbot Sport               | Talbot Sunbeam Lotus   | MON 2  | ZWE | POR 6 |        | FRA 2  | GRI 4 | ARG 1 | BRA 2  | FIN    | ITA NF |       | GBR NF |        | 2    | 89     |
| 1981    | Marshalls East Africa Ltd. | Peugeot 504 V6 Coupé   |        |     |       | KEN NF |        |       |       |        |        |        |       |        |        | 2    | 89     |
| 1981    | SARI Peugeot               | Peugeot 504 V6 Coupé   |        |     |       |        |        |       |       |        |        |        | IVK 5 |        |        | 2    | 89     |
| 1982    | Alméras / Esso             | Porsche 911 SC         | MON 4  | ZWE | POR   | KEN    | FRA 6  | GRI   | NZL   | BRA    | FIN    | ITA    | IVK   |        |        | 12   | 16     |
| 1982    | Peugeot Talbot Sport       | Talbot Sunbeam Lotus   |        |     |       |        |        |       |       |        |        |        |       | GBR 11 |        | 12   | 16     |
| 1983    | Rothmans Opel Rally Team   | Opel Ascona 400        | MON NF | ZWE | POR   | KEN    |        |       |       |        |        |        |       |        |        | -    | 0      |
| 1983    | Rothmans Opel Rally Team   | Opel Manta 400         |        |     |       |        | FRA NF | GRI   | NZL   | ARG    | FIN    | ITA    | IVK   | GBR    |        | -    | 0      |
| 1984    | Opel Euro Team             | Opel Manta 400         | MON    | ZWE | POR   | KEN NF | FRA 9  | GRI   | NZL   | ARG    | FIN    | ITA    | IVK   | GBR    |        | 55   | 2      |
| 1985    | Opel Euro Team             | Opel Manta 400         | MON    | ZWE | POR   | KEN    | FRA NF | GRI   | NZL   | ARG    | FIN    | ITA    | IVK   | GBR    |        | -    | 0      |
| 1987    | GM Euro Sport              | Opel Kadett GSI        | MON    | ZWE | POR   | KEN    | FRA NF | GRI   | VST   | NZL    | ARG    | FIN    | ITA 6 | IVK    | GBR    | 44   | 6      |

##### Noot
- Het concept van het Wereldkampioenschap Rally tussen 1973 en 1976, hield in dat er enkel een kampioenschap open stond voor constructeurs.
- In de seizoenen 1977 en 1978 werd de FIA Cup for Drivers georganiseerd. Hierin meegerekend alle WK-evenementen, plus tien evenementen buiten het WK om.